# Piraatjol
Een Piraat, Piraatjol of Piraatje is een kleine zeilboot met alleen een grootzeil, deels vergelijkbaar met een Optimist.
De afmetingen zijn 2,40 m lang, 1,15 m breed en  0,55 m diepgang. Hij is ongeveer 30 kg zwaar en heeft een zeiloppervlak van 3,3 m². Hij is in de jaren 50 ontworpen door Jaap Kraaier en is goed zelf te bouwen. Het is een ideaal bootje waarmee kinderen het zeilen kunnen leren.